# Marche lorraine
„Marche lorraine“ (česky Lotrinský pochod) je francouzský slavnostní vojenský pochod z roku 1892, který složil Louis Ganne.

## Vznik skladby
Louis Ganne pochod složil k příležitosti 28. federálního gymnastického festivalu francouzské tělovýchovné vlastenecké organizace Unie gymnastických společností Francie (USGF) v roce 1892 v Nancy. Skladba byla součástí zahajovacího ceremoniálu, který uvedl francouzský prezident Marie François Sadi Carnot. Text k pochodu napsali francouzští básníci Octave Pradels (1842–1930) a Jules Jouy (1855–1897). Melodie pochodu je založena na francouzské lidové písni „En passant par la Lorraine“, která byla zaznamenána již v 15. století Orlandem di Lassem. Text skladby je založen na revanšistickém uměleckém směru.

## Užívání
Skladba je tradiční součástí repertoáru kapel ozbrojených sil Francie, běžně se hraje při vojenské přehlídce 14. července. Je populární především v Lotrinsku, kde je považována za regionální neoficiální pochodovou hymnu.

## Nahrávky
2. července 1917 v souvislosti se vstupem Spojených států do první světové války byl pochod vydán americkou společností Victor Talking Machine Company. V roce 1919 byl znovu vydán společností Columbia Records a v únoru 1919 dosáhla deska na 6. místo hitparády nejposlouchanějších skladeb v USA.

## Text
| Slova Joyeux lorrains, chantons sans frein Le refrain plein d'entrain De Jeanne, bergère immortelle Du pays de Moselle! À tous les échos des grands bois Que nos voix à la fois Chantent l'antique ritournelle Qu'on chantait autrefois: «Jeanne la Lorraine, Ses petits pieds dans ses sabots, Enfant de la plaine Filait, en gardant ses troupeaux. Quitta son jupon de laine, Avec ses sabots, don daine, oh! oh! oh! Avec ses sabots!» S'en alla sans émoi, Le cœur plein de foi Pour défendre son roi! Fiers enfants de la Lorraine, Des montagnes à la plaine, Sur nous plane, ombre sereine, Jeanne d'Arc, vierge souveraine! Vieux Gaulois à tête ronde, Nous bravons tout à la ronde, Si là-bas l'orage gronde, C'est nous qui gardons l'accès Du sol français! | Překlad Radostné Lotrinsko, nahlas a bez zamlknutí zpívejme živým sborem o Johance, nesmrtelné pastýřce ze země krajiny Moselle! Na všechny naše zpěvy se ozývají ozvěny, které zároveň od velikých lesů také vydávají zpěv starobylého ritornelu ze starodávných časů, který nám říká: «Johanka Lotrinská, její malá chodidla v dřevěných botách, prostého dítěte z krajiny plání svištěla a hlídala svá stáda. Sundala si vlněnou kombinézu, i s dřeváky a se svou kuší, oh! oh! oh! i s jejími dřeváky!» Odešla bez emocí, se srdcem plným víry pro obranu svého krále! Hrdé lotrinské děti, přes horu i přes planinu se nad námi vznáší klidný stín, Johanky z Arku, suverénní panny! Staří Galové se sbíhají kolem, i my všichni stateční se shromáždíme a všude tam kde zuří bouře, bráníme a udržujeme nepřítele pryč z francouzské půdy! |